# Niższe seminarium duchowne

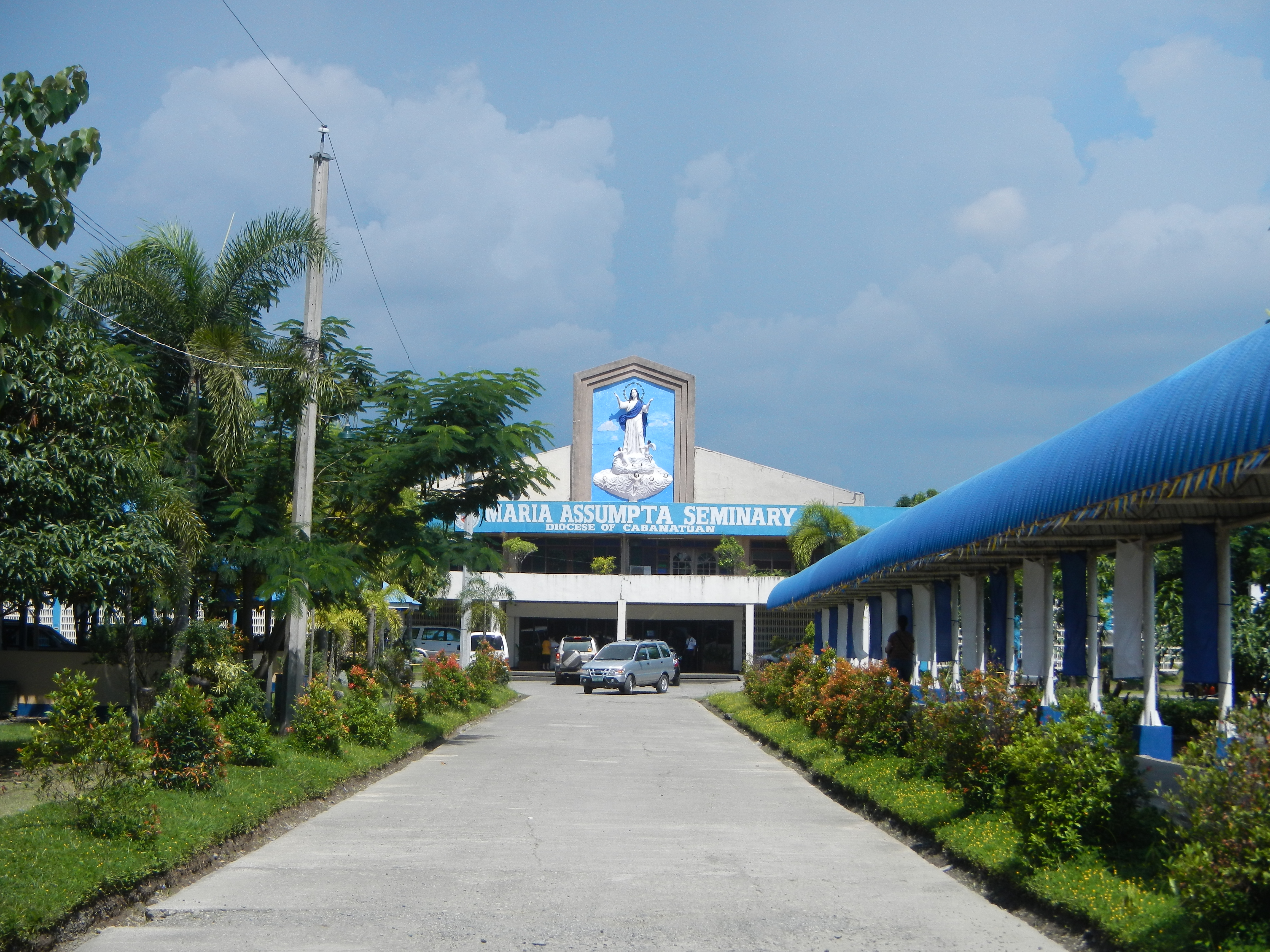
Seminarium Marii Wniebowziętej w Cabanatuan

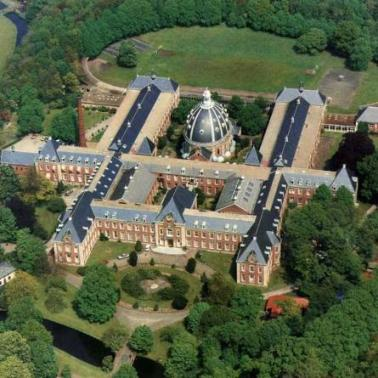
Dawne Niższe Seminarium Duchowne Hageveld w Heemstede

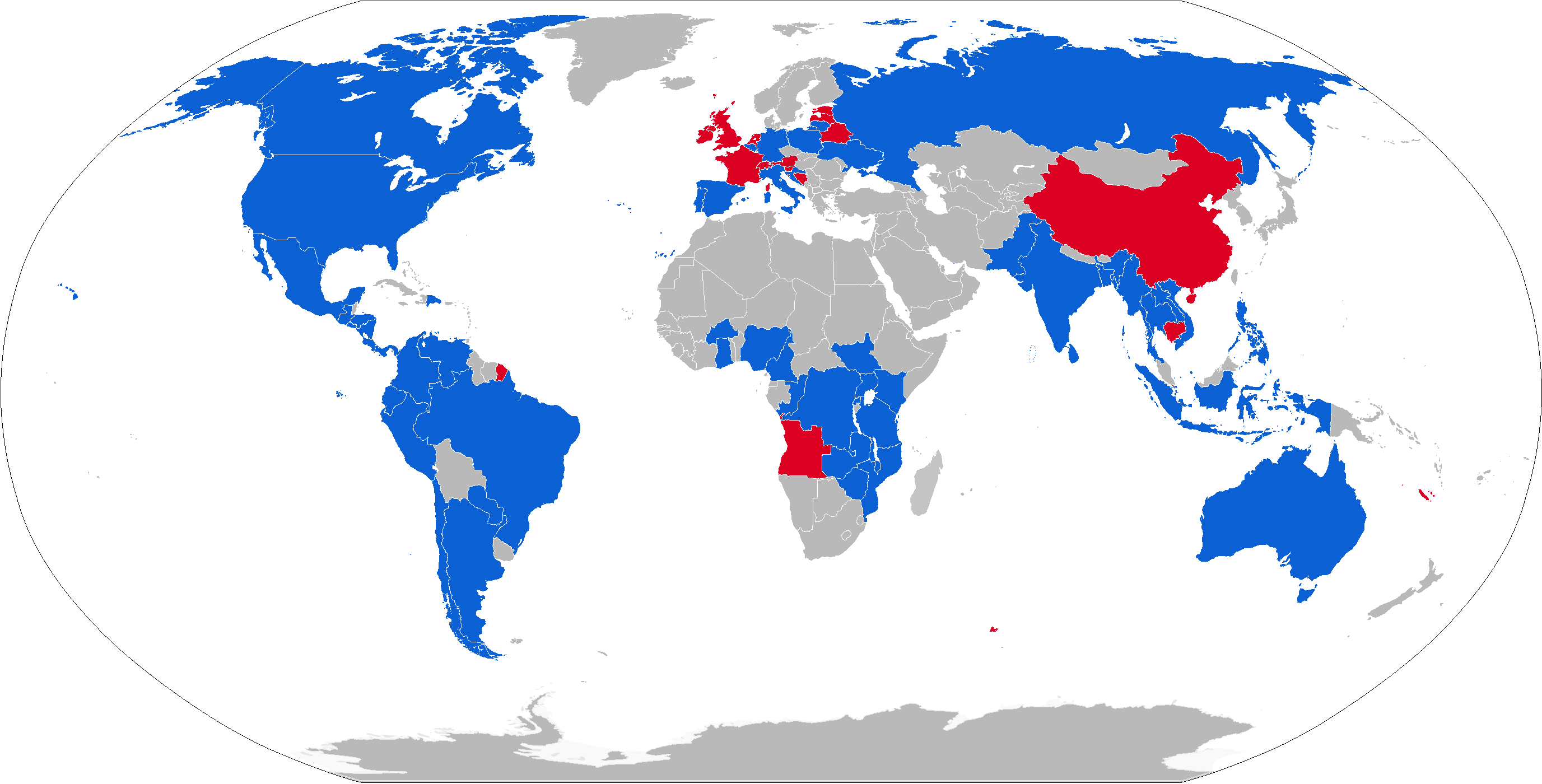
Państwa w których istnieją Niższe Seminaria (kolor niebieski) i istniały w przeszłości (kolor czerwony)

Niższe seminarium duchowne (małe seminarium) – katolicka męska szkoła średnia o profilu humanistycznym z internatem, której celem jest przygotowanie kandydatów do przyszłych studiów filozoficzno-teologicznych, umożliwiająca ascetyczne wychowanie. Placówki te należą do instytucji kościelnych, o charakterze szkół wyznaniowych i prywatnych.

## Historia
Instytucje te rozwinęły się w czasach nowożytnych, w okresie spadku liczby powołań do katolickich wyższych seminariów duchownych. Atmosfera liberalna i pozytywistyczna w gimnazjach państwowych nie sprzyjała budzeniu się i rozwojowi powołań kapłańskich. Dlatego też kościoły lokalne tworzyły tanie, ale moralnie zdrowe warunki do nauki dla młodzieży męskiej pochodzącej przeważnie z uboższych rodzin. Papież Pius IX w encyklice Notis et nobiscum z 8 grudnia 1849 r. polecił zakładać małe seminaria w każdej diecezji, następnie powtórzył to papież Leon XIII w encyklice Depuis de jour z 8 września 1899 r., skierowanej do francuskiego episkopatu. Zadania małych seminariów zostały ogólnie określone w Kodeksie Prawa Kanonicznego z 1917 rokuː „szczególna troska o ochronę przed zagrożeniami świata, kształcenie w pobożności, wpajanie podstaw studiów literaturoznawczych i pielęgnowanie zalążka Bożego powołania”. Sobór Watykański II wskazał na cele dydaktyczno-wychowawcze niższego seminarium duchownego, a także położył nacisk na solidną formację religijną kandydatów, zapewnienie im kierownictwa duchowego, a także włączenia w proces wychowawczy rodziców. Ponadto Sobór zaakcentował potrzebę ogólnego rozwoju chłopców według zasad zdrowej psychologii, uwzględniającej wiek i mentalność uczniów. Ojcowie soborowi polecili, aby program nauczania w niższych seminariach opracować tak, aby absolwenci nie podejmujący studiów w wyższym seminarium duchownym, mogli się kształcić na innych uczelniach wyższych. Kwestię małego seminarium duchownego reguluje Kodeks Prawa Kanonicznego z 1983 roku, zaś papież Jan Paweł II w adhortacji apostolskiej Pastores dabo vobis w nr 63 podkreśla znaczenie niższych seminariów duchownych w odkrywaniu, pielęgnowaniu i rozwijaniu powołania do kapłaństwa, a także ich rolę w duszpasterstwie powołań.

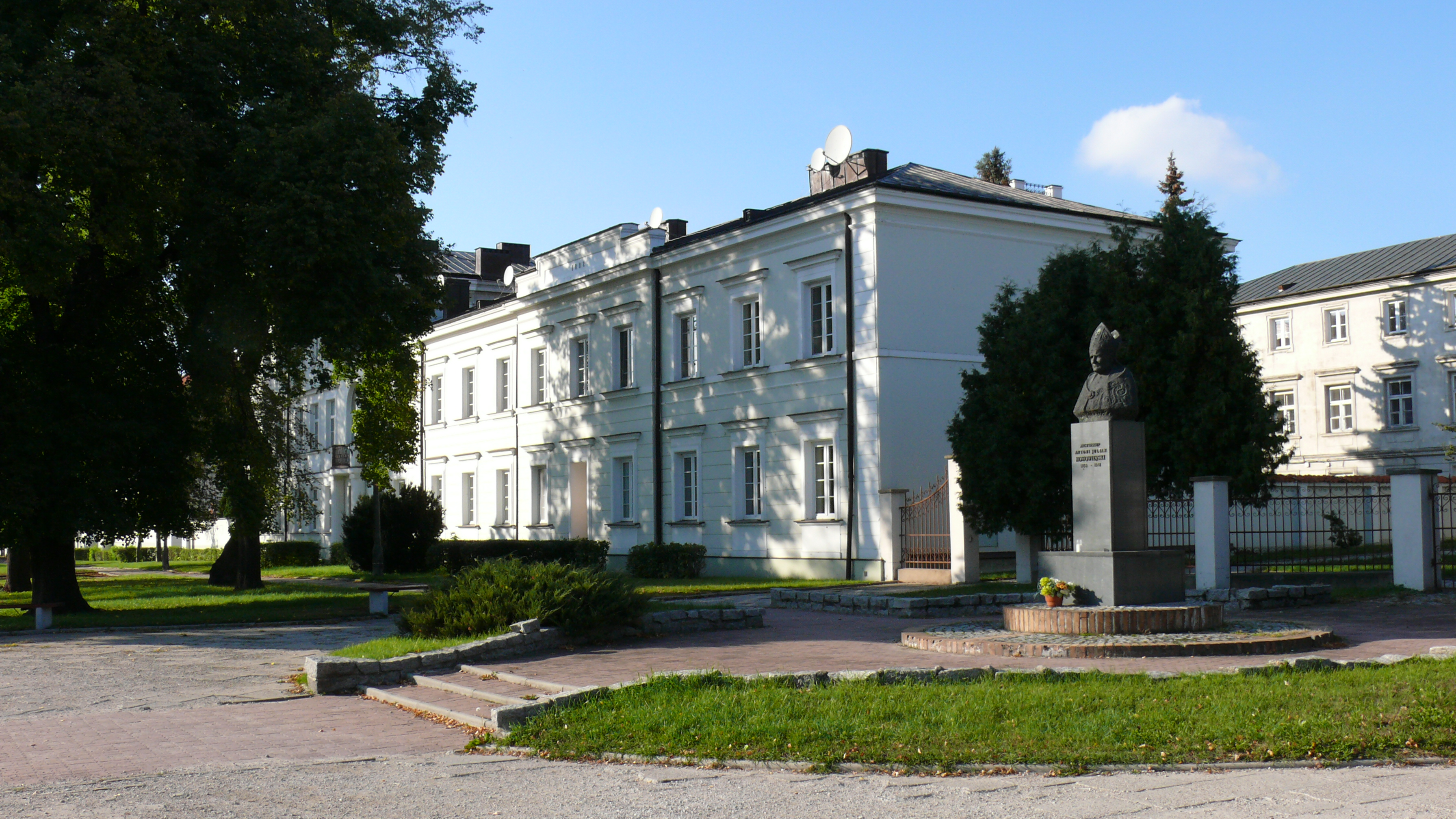
Dawne NSD w Płocku

## Polska

### Historia
W 1836 roku biskup chełmiński Anastazy Sedlag otworzył w Pelplinie Collegium Marianum. W 1843 roku powstało Małe Seminarium we Lwowie, erygowane przez metropolitę lwowskiego Franciszka Pisztka. Pierwsze małe seminarium na ziemiach Królestwa Polskiego zorganizowano w 1908 roku we Włocławku z inicjatywy biskupa kujawsko-kaliskiego Stanisława Zdzitowieckiego. W 1916 roku powstało Małe Seminarium w Płocku, zainicjowane przez biskupa płockiego Antoniego Nowowiejskiego.
W dwudziestoleciu międzywojennym, a także w pierwszych latach po zakończeniu II wojny światowej powstało dużo niższych seminariów duchownych diecezjalnych i zakonnych. Większość z tych szkół została zamknięta przez władze komunistyczne w okresie powojennym. Wiele z tych szkół słynęło z wysokiego poziomu nauczania. Nauczyciele pracujący w niższych seminariach duchownych mieli problemy ze znalezieniem pracy w innych szkołach. W okresie komunizmu szkoły krzewiły u uczniów poczucie patriotyzmu i wiary, uczyły również nieocenzurowanej historii Polski.

### Obecnie
W Polsce szkoły te prowadzone są przez Kościół rzymskokatolicki. Posiadają własny program wychowawczy. Cykl kształcenia trwa 4 lata i jest realizowany w zgodzie z obowiązującymi przepisami dotyczącymi edukacji w szkołach publicznych. Są to licea ogólnokształcące prowadzone przez zakony bądź diecezje. Edukacja w niższym seminarium duchownym kończy się maturą. Szkoła realizuje program liceum ogólnokształcącego.
W szkołach tego typu kładziony jest szczególny nacisk na wszechstronny rozwój humanistyczny. Oprócz rozszerzonego programu z języka polskiego i historii często istnieją ponadto koła zainteresowań, np. filozoficzne, historyczne czy teatralne.

### Lista Niższych Seminariów Duchownych

#### Istniejące

##### Szkoły diecezjalne
- Niższe Seminarium Duchowne Archidiecezji Częstochowskiej, założone w 1951 roku
- Niższe Seminarium Duchowne Diecezji Płockiej przy Katolickim Liceum Ogólnokształcącym im. św. Stanisława Kostki, założone w 1916 roku
- Niższe Seminarium w Lublinie, obecnie XXI Liceum Ogólnokształcące im. św. Stanisława Kostki, założone w 1923 roku
- Collegium Marianum w Pelplinie, obecnie Liceum Katolickie im. Jana Pawła II, funkcjonowało jako NSD w latach 1950-1961

##### Szkoły zakonne
- Niższe Seminarium Duchowne Ojców Franciszkanów w Wieliczce, obecnie Kolegium św. Antoniego i bł. Krystyna w Wieliczce, wcześniej we Lwowie (1913–1939), a następnie w Warszawie, założone w 1958 roku

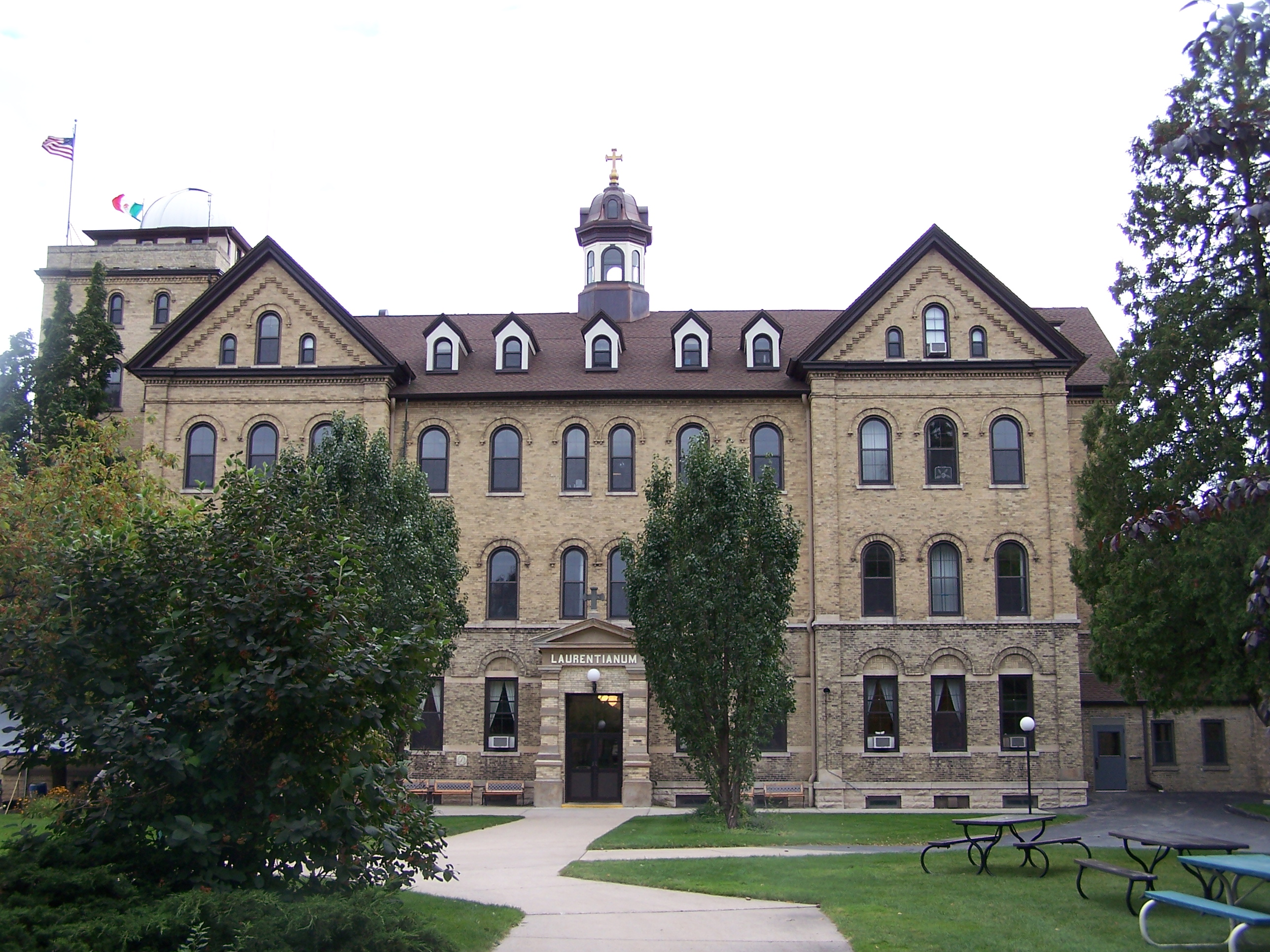
Seminarium św. Wawrzyńca w Mount Calvary

- Niższe Seminarium Duchowne Ojców Franciszkanów w Legnicy, obecnie Katolickie Liceum Ogólnokształcące im. Franciszka z Asyżu w Legnicy, założone w 1957 roku
- Collegium Marianum w Wadowicach, dawniej NSD

#### Nieistniejące

##### Szkoły diecezjalne
- Niższe Seminarium Duchowne w Warszawie (1925-po 1960)
- Niższe Seminarium Duchowne w Sandomierzu
- Niższe Seminarium Duchowne w Tarnowie (1903–1963)
- Niższe Seminarium Duchowne w Wolsztynie przeniesione z Ostrowa Wielkopolskiego (1949–1960)
- Niższe Seminarium Duchowne w Nysie (1948–1952), następnie przeniesione na rok do Opola
- Niższe Seminarium Duchowne w Gliwicach (1946–1963)
- Niższe Seminarium Duchowne Archidiecezji Poznańskiej (1949–1960)
- Niższe Seminarium Duchowne w Gorzowie (1946-1960)
- Niższe Seminarium Duchowne we Wschowie założone w 1946 roku
- Niższe Seminarium Duchowne w Słupsku założone w 1947 roku
- Niższe Seminarium Duchowne w Legnicy (zlikwidowane)
- Niższe Seminarium Duchowne w Kielcach (zlikwidowane)
- Niższe Seminarium Duchowne w Gościkowie-Paradyżu (zlikwidowane)
- Niższe Seminarium Duchowne w Mińsku (1918–1920)
- Niższe Seminarium Duchowne w Wilnie
- Niższe Seminarium Duchowne w Sejnach
- Niższe Seminarium Duchowne św. Jacka Archidiecezji Katowickiej[6] (1935–1939 i 1950–1962)
- Niższe Seminarium Duchowne Diecezji Mińskiej w Nowogródku, założone w 1921 roku, przeniesione do Pińska (1925–1928), a następnie do Drohiczyna nad Bugiem (1928–1939)
- Niższe Seminarium Duchowne we Włocławku (liceum im. Piusa X) (1908-1988)[7]
- Niższe Seminarium Duchowne we Lwowie założone w 1843 roku
- Niższe Seminarium Duchowne w Maszewie koło Stryja
- Niższe Seminarium Duchowne w Przemyślu założone w 1902 roku
- Małe Seminarium Duchowne PNKK w Sulminie (1949-1950) – szkoła Polskiego Narodowego Kościoła Katolickiego

##### Szkoły zakonne
- Niższe Seminarium Duchowne księży Jezuitów w Nowym Sączu (1922–1952)[8]
- Niższe Seminarium Duchowne Misjonarzy Oblatów w Markowicach (1957–2013), wcześniej w Krotoszynie (1920–1922), a następnie w Lublińcu (1922–1952)
- Niższe Seminarium Duchowne Ojców Franciszkanów we Lwowie założone przed 1907 rokiem
- Niższe Seminarium Duchowne Ojców Franciszkanów w Niepokalanowie im św. Maksymiliana Kolbego (1927–2009)
- Niższe Seminarium Duchowne Ojców Franciszkanów w Katowicach Panewnikach (1922-1928)
- Niższe Seminarium Duchowne Ojców Franciszkanów w Głogówku (1948–1952)
- Niższe Seminarium Duchowne Ojców Franciszkanów we Wronkach (1925–1931)
- Niższe Seminarium Duchowne Ojców Franciszkanów w Rybniku założone w 1924 roku
- Niższe Seminarium Duchowne Misjonarzy Oblatów w Krobi założone w 1924
- Niższe Seminarium Duchowne Polskiej Prowincji Zmartwychwstańców im. Bogdana Jańskiego w Poznaniu (1958–2008)
- Niższe Seminarium Duchowne Polskiej Prowincji Zmartwychwstańców w Krakowie (1945–1952)
- Niższe Seminarium Duchowne Polskiej Prowincji Zmartwychwstańców we Lwowie (1889–1895)
- Niższe Seminarium Duchowne Zgromadzenia Księży Misjonarzy w Krakowie, przy ul. św. Filipa (1878-1896), przy ul. Misjonarskiej (1896-1952, 1957-1962)[9][10]
- Niższe Seminarium Duchowne Zgromadzenia Księży Misjonarzy we Lwowie założone w 1899 roku
- Niższe Seminarium Duchowne Zgromadzenia Księży Misjonarzy w Bydgoszczy (1931-1933)
- Niższe Seminarium Duchowne Zgromadzenia Księży Misjonarzy w Wilnie (1924-1939)[11][12]
- Niższe Seminarium Duchowne Ojców Bernardynów w Kalwarii Zebrzydowskiej założone w 1957 roku, przeniesione do Łodzi w 1990 roku
- Niższe Seminarium Duchowne Księży Werbistów w Pieniężnie (1922–1948)
- Niższe Seminarium Duchowne Księży Werbistów w Rybniku (1923–1939) z przerwami
- Niższe Seminarium Duchowne Księży Werbistów w Nysie założone przed 1903 rokiem
- Niższe Seminarium Duchowne Księży Werbistów w Górnej Grupie założone w 1924 roku
- Niższe Seminarium Duchowne dla spóźnionych powołań Księży Werbistów założone w 1927 roku
- Niższe Seminarium Duchowne Ojców Redemptorystów w Toruniu (1921–1961)
- Niższe Seminarium Duchowne Zgromadzenia Ducha Świętego w Bydgoszczy założone w 1922 roku
- Niższe Seminarium Duchowne Salezjan w Pogrzebieniu (1930-1940)[13]
- Niższe Seminarium Duchowne Saletynów w Puźnikach (1906-1911)[14], w Dębowcu (1911-1950)[12][15][16]
- Niższe Seminarium Duchowne Saletynów w Rzeszowie (1948-1952)[16]
- Niższe Seminarium Duchowne Salwatorianów w Mikołowie (1933–1939)
- Niższe Seminarium Duchowne Księży Orionistów w Zduńskiej Woli (1923–1952)
- Niższe Seminarium Duchowne księży Michalitów w Miejscu Piastowym (1950–1952), wskrzeszone w 1957 roku

## Niższe seminaria duchowne na świecie

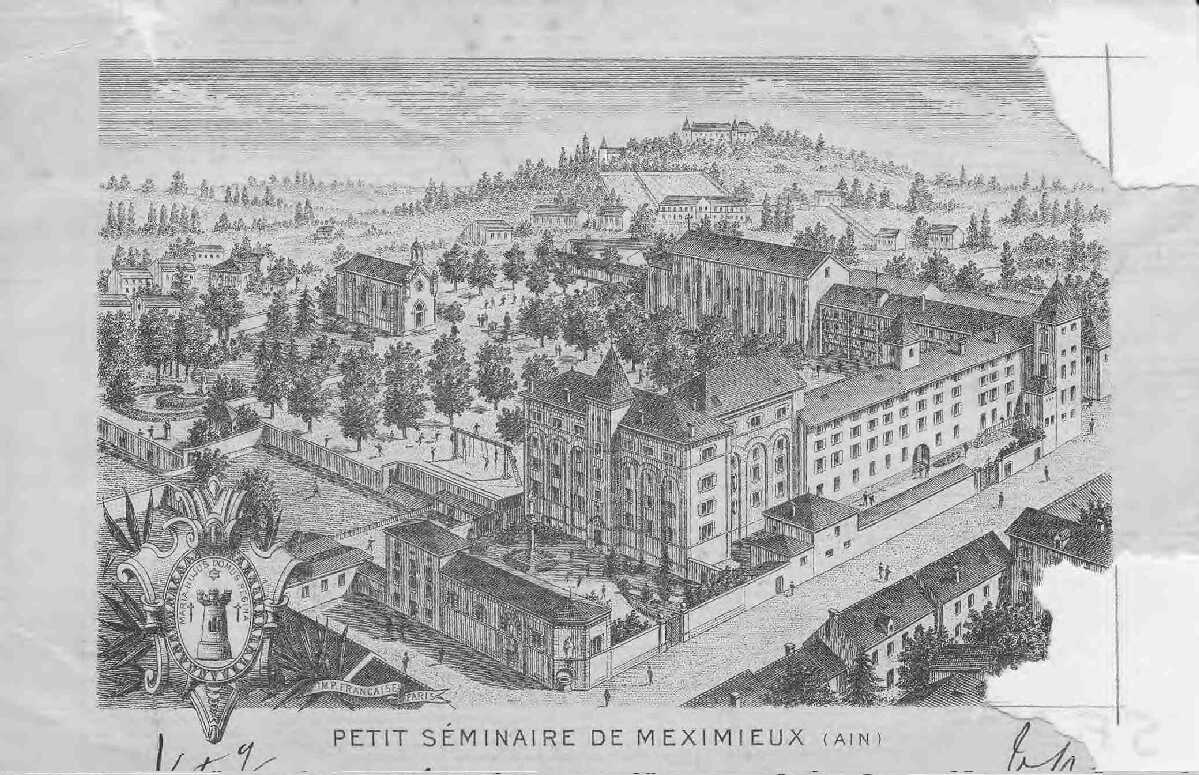
Dawne Małe Seminarium w Meximieux

### Belgia
- Niższe Seminarium Duchowne w Roeselare
- Niższe Seminarium Duchowne w Hoogstraten
- Niższe Seminarium Duchowne św. Józefa w Sint-Niklaas

### Bośnia i Hercegowina
- Niższe Seminarium Archidiecezji sarajewskiej

### Chorwacja
- Niższe Seminarium w Zagrzebiu

### Filipiny
- Seminarium Maryi Wniebowziętej w Cabanatuan
- Seminarium św. Piusa X w Roxas
- Niższe Seminairum św. Augustyna w Iba
- Seminarium św. Hiacentego w Penablanca
- Diecezjalne Seminarium Najświętszego Serca Jeusa w San Fernando
- Niższe Seminarium Niepokalanego Poczęcia NMP w Vigan
- Seminarium Matki Bożej w Laoag
- Niższe Seminarium Niepokalanego Poczęcia NMP w Guiguinto
- Niższe Seminarium św. Jana Pawła II w Antipolo
- Niższe Seminarium św. Józefa w San Jose
- Niższe Seminarium Matki Bożej z Guadalupe w Makati
- Seminarium Matki Bożej z góry Karmel w Sariaya
- Seminarium św. Jana XXIII w Cebu City
- Niższe Seminarium św. Pawła VI w Maasin City
- Niższe Seminarium św. Franciszka Salezego w Lipa
- Niższe Seminairum Różańca Świętego w Naga
- Seminarium św. Grzegorza Wielkiego w Tabaco
- Seminarium Matki Bożej z Peñafrancia w Sorsogon
- Niższe Seminarium św. Antoniego w Masbate
- Seminarium św. Nino w Numancia
- Seminarium św. Wincentego Ferreriusza w Jaro
- Seminarium św. Józefa w Puerto Princesa

### Francja
- Niższe Seminarium Duchowne w Paryżu (nie istnieje)
- Niższe Seminarium Duchowne w Les Ageny (nie istnieje)

### Ghana
- Niższe Seminarium św. Teresy w Amisano

### Indie
- Niższe Seminarium Dobrego Pasterza w Pala
- Niższe Seinarium św. Józefa w Kalamassery
- Seminarium św. Alojzego w Trivandrum
- Niższe Seminarium św. Agnieszki w Cuddalore

### Indonezja
- Niższe Seminarium św. Pawła w Palembang
- Niższe Seminarium św. Piotra Kanizjusza w Mertoyudan
- Niższe Seminarium Wacana Bhakti w Pejaten

### Kamerun
- Niższe Seminarium św. Alojzego w Kumbo

### Kanada
- Niższe Seminarium Duchowne w Quebec, założone w 1668 roku przez bł. Franciszka de Montmorency-Laval
- Seminarium Chrystusa Króla w Mission

### Litwa
- Niższe Seminarium Diecezji Telszańskiej w Telszach

### Niemcy
- Seminarium św. Michała w Traustein
- Apostolska Szkoła Legionu Chrystusa w Bad Münstereifel

### Nigeria
- Niższe Seminarium Duchowne Niepokalanego Poczęcia NMP w Ivhianokpodi[17]
- Niższe Seminarium św. Karola Boromeusza w Madakiya

### Pakistan
- Niższe Seminarium Matki Bożej w Lahore
- Niższe Seminarium Matki Bożej z Lourdes w Islamabadzie-Rawalpindi
- Niższe Seminarium św. Piusa X w Karaczi
- Niższe Seminairum św. Tomasza Apostoła w Fajsalabad

### Sri Lanka
- Niższe Seminarium Duchowne św. Pawła w Marawila

### Stany Zjednoczone
- Niższe Seminarium bł. Józefa Sáncheza del Río w Mankato
- Katedralne Seminarium Niepokalanego Poczęcia w Nowym Jorku (nie istnieje)
- Apostolska Szkoła Niepokalanego Poczęcia w Center Harbor
- Apostolska Szkoła Najświętszego Serca w Rolling Prairie
- Seminarium św. Wawrzyńca w Mount Calvary
- Seminarium św. Józefa w Rathdrum
- Słudzy Świętej Rodziny w Colorado Springs
- Seminarium Niepokalanego Poczęcia NMP w South Orange
- Seminarium św. Józefa w Charlotte
- Dom Formacyjny św. Józefa w Wichita (w budowie)

### Timor Wschodni
- Seminarium Matki Bożej Fatimskiej w Dare
- Seminarium Świętych Piotra i Pawła w Fatumecie
- Małe Seminarium św. Pawła w Akalpur
- Seminarium św. Józefa w Maliana

### Uganda
- Niższe Seminarium w Bukalasa
- Seminarium Chrystusa Króla w Kisubi
- Seminarium św. Józefa w Nyenga
- Seminarium Mubende
- Seminarium św. Marii w Nadike
- Seminarium św. Karola
- Niższe Seminarium świętych Józefa i Gabriela w Nswanjere
- Seminarium św. Piusa X w Nagongera
- Seminarium św. Pawła w Rushoroza
- Seminarium Kitabi Archidiecezji Mbarara w Bushenyi
- Misja Najświętszego Serca Jezusa Braci Miłosierdzia Bożego
- Seminarium Najświętszego Serca Jezusa w Lacor
- Seminarium św. Piotra w Maderze
- Niższe Seminarium św. Jana Bosko w Hoima
- Seminarium Świętych Piotra i Pawła w Pokea

### Watykan
- Watykańskie Niższe Seminarium Duchowne[18]

### Wietnam
- Seminarium Najświętszego Serca Jezusa w Thái Bình
- Seminarium św. Mikołaja w Phan Thiết

### Włochy
- Niższe Seminarium Duchowne Ojców Franciszkanów w Brindisi

### Zambia
- Niższe Seminarium Matki Bożej w Chipata